# Харвута (приток Нгарка-Табъяхи)
Харвута — река в России, протекает по территории Пуровского района Ямало-Ненецком автономного округа. Устье реки находится в 95 км по левому берегу реки Нгарка-Табъяха. Длина реки — 18 км.

## Данные водного реестра
По данным государственного водного реестра России относится к Нижнеобскому бассейновому округу, водохозяйственный участок реки — Пур. Речной бассейн реки — Пур.
Код объекта в государственном водном реестре — 15040000112115300062200.